# Deep Cuts, Volume 3 (1984-1995)
Albums de Queen
Deep Cuts, Volume 2 (1977-1982)
(2011) Queen Forever
(2014)
Deep Cuts, Volume 3 (1984-1995) est une compilation de chansons du groupe de rock britannique Queen, sortie en 2011 pour fêter le 40e anniversaire du groupe. Elle fait suite à Deep Cuts, Volume 1 (1973-1976) et Deep Cuts, Volume 2 (1973-1976) sorties quelques mois plus tôt.

## Présentation
Contrairement à d'autres compilations publiées par Queen, telles que les Greatest Hits, les trois volumes des compilations Deep Cuts rassemblent des titres moins connus que les grands succès du groupe et pas ou peu jouées en radio voire en concert.
Ce troisième volume regroupe les titres de la période 1984-1995, avec les albums The Works (1984), A Kind Of Magic (1986), The Miracle (1989), Innuendo (1991) et Made in Heaven (1995).

## Liste des titres
| 1.    | Made in Heaven                   | Freddie Mercury              | Made in Heaven (1995)  | 5:27 |
| 2.    | Machines (Or 'Back to Humans')   | Brian May, Roger Taylor      | The Works (1984)       | 5:07 |
| 3.    | Don't Try So Hard                | Queen (Mercury)              | Innuendo (1991)        | 3:40 |
| 4.    | Tear It Up                       | May                          | The Works (1984)       | 3:24 |
| 5.    | I Was Born to Love You           | Mercury                      | Made in Heaven (1995)  | 4:50 |
| 6.    | A Winter's Tale                  | Queen (Mercury)              | Made in Heaven (1995)  | 3:52 |
| 7.    | Ride the Wild Wind               | Queen (Taylor)               | Innuendo (1991)        | 4:43 |
| 8.    | Bijou                            | Queen (Mercury, May)         | Innuendo (1991)        | 3:37 |
| 9.    | Was It All Worth It              | Queen (Mercury)              | The Miracle (1989)     | 5:45 |
| 10.   | One Year of Love                 | John Deacon                  | A Kind Of Magic (1986) | 4:27 |
| 11.   | Khashoggi's Ship                 | Queen (Mercury)              | The Miracle (1989)     | 2:52 |
| 12.   | Is This The World We Created...? | Mercury, May                 | The Works (1984)       | 2:12 |
| 13.   | The Hitman                       | Queen (Mercury, May, Deacon) | Innuendo (1991)        | 4:56 |
| 14.   | It's A Beautiful Day (Reprise)   | Queen (Mercury)              | Made in Heaven (1995)  | 3:21 |
| 15.   | Mother Love                      | Mercury, May                 | Made in Heaven (1995)  | 4:48 |
| 52:09 |                                  |                              |                        |      |

## Crédits
| - Freddie Mercury : chant principal, piano, claviers et chœurs - John Deacon : guitare basse, synthétiseur, guitare rythmique sur Staying Power - Roger Taylor : batterie, percussions et chœurs - Brian May : guitare et chœurs | - Production : Queen, Roy Thomas Baker - Mastering : Bob Ludwig - Ingénierie : Mike Stone - Supervision (audio) : Justin Shirley-Smith, Kris Fredriksson - Technicien (audio) : Kris Fredriksson - Management : Jim Beach - Livret d'album : Rhys Thomas |